# محوطه شمس‌آباد یک
محوطه شمس‌آباد یک مربوط به هزاره دوم و ۳ قبل از میلاد است و در شهرستان ایرانشهر، بخش بمپور، دهستان بمپور غربی، ۱.۲ کیلومتری شمال غرب روستای شمس‌آباد واقع شده و این اثر در تاریخ ۱۲ دی ۱۳۸۶ با شمارهٔ ثبت ۲۰۳۵۶ به‌عنوان یکی از آثار ملی ایران به ثبت رسیده است.